# To the Moon and Back
Singles de Savage Garden
I Want You (en)
(1996) Truly, Madly, Deeply
(1997)
To the Moon and Back est le deuxième single de l'album de Savage Garden, Savage Garden (en) (1996).
Sorti après le single I Want You (en), il a remporté le prix de chanson de l'année au ARIA Music Awards de 1997 (en).
Le titre a atteint la 3e place de l'UK Singles Chart et la 24e du Billboard Hot 100. Il s'agit également du premier n°1 du groupe dans son pays natal, l'Australie.